# David G. Sorensen
David Sorensen, né le 20 mai 1937 et mort le 17 février 2011, est un artiste canadien.

## Biographie
Né à Vancouver, en Colombie-Britannique, au Canada, Sorensen, il étudie à l'Université de la Colombie-Britannique et à la Vancouver School of Art auprès d'Arthur Erickson (architecture), de Bill Reid (sculpture) et de Jack Shadbolt (peinture) et cire perdue au Mexique (introduction au studio de Zuniga)) avec une subvention de Theo Koerner. En 1965 il s'installe à Montréal, expose des sculptures à Expo 67 et commence à exposer régulièrement ses peintures à travers le Canada: Espace Cinq, Gilles Corbeil, Waddington à Montréal; Wallack à Ottawa ; Carmen Lamanna et Bau-XI à Toronto ; Bau-XI à Vancouver. Pendant son séjour à Montréal, il enseigne à l'École d'art et de design du musée de Montréal, au Centre Saidye Bronfman et au Collège Dawson (campus de Viger, Vanier et Selby). 
En 1976, il déménage avec sa femme Bella et leur nouvelle famille dans les Cantons-de-l'Est, y construit une maison solaire, un grand studio et un espace de stockage, et continue à peindre et à sculpter.

## Musées et collections publiques
- Art Gallery of Nova Scotia
- Carleton University Art Gallery
- Musée d'art contemporain de Montréal
- Musée du Bas-Saint-Laurent
- Musée d'art de Joliette
- Musée des beaux-arts de Sherbrooke
- Musée national des beaux-arts du Québec[2]
- Musée régional de Rimouski
- Winnipeg Art Gallery